# 中国宇宙ステーション
中国宇宙ステーション（ちゅうごくうちゅうステーション、中: 中国空间站、英: Chinese Space Station, CSS）は、中華人民共和国が天宮計画で2021年より運用中の宇宙ステーションである。三つのモジュールで設計されており、総質量は80トンに達すると見積もられている。天宮（てんきゅう、天宫、Tiangong）の名称でも知られている。
それ以前の天宮1号・天宮2号とは異なり、試験機ではなく、旧ソ連のミールに匹敵するサイズの完成した宇宙ステーションと位置づけられている。コアモジュール「天和」、2つの実験モジュール「問天」と「夢天」、無人補給船「天舟」といった構成要素が公表されている。打ち上げには長征5号B型ロケットが用いられた。
建設は2021年4月に開始され、2022年11月30日にドッキングした神舟15号のミッションによる検証や調整をもって2022年12月に建設が完了した。
天宮の名称は他のモジュールや宇宙船の名称と共に2013年10月に発表された。ただし、2021年現在の公式発表などでは単に中国宇宙ステーションと呼ばれている。

## 目的
宇宙ステーションの目的としては以下が挙げられている。
- ランデブーとドッキング技術の更なる進歩。
- 長期間の宇宙飛行と居住、軌道上での宇宙機の長期飛行、再生的な生命維持、無人宇宙補給機による補給等の主要技術の飛躍的な進歩。
- 宇宙船の性能と機能の検証。
- 中大型的な軌道上宇宙実験を実行。

また、2016年6月に国際連合宇宙局は中国国家航天局とCSSの利用機会を国際連合加盟国にも開放する協定を結んでおり、日本の東京大学など17か国23機関による9件の科学実験も計画されている。

## モジュール
ミールやロシアのISSモジュールと同様に、宇宙ステーションのモジュールは完全に組み立てられた状態で打ち上げられる。これに対し、米国のISSモジュールは、ケーブル、配管、構造体の人力による接続が必要であり、設置に宇宙遊泳が必要であった。天和コアモジュールのドッキングポートは軸方向からのみ直接のドッキングに対応しており、横方向にドッキングする際には、先に軸方向にドッキングしてからロボットアームで横のドッキングポートへ移動する。
当初から計画されていた天和・問天・夢天の3モジュールの他、2023年には将来的にさらに3つのモジュールを追加する計画が発表されている。

### 天和

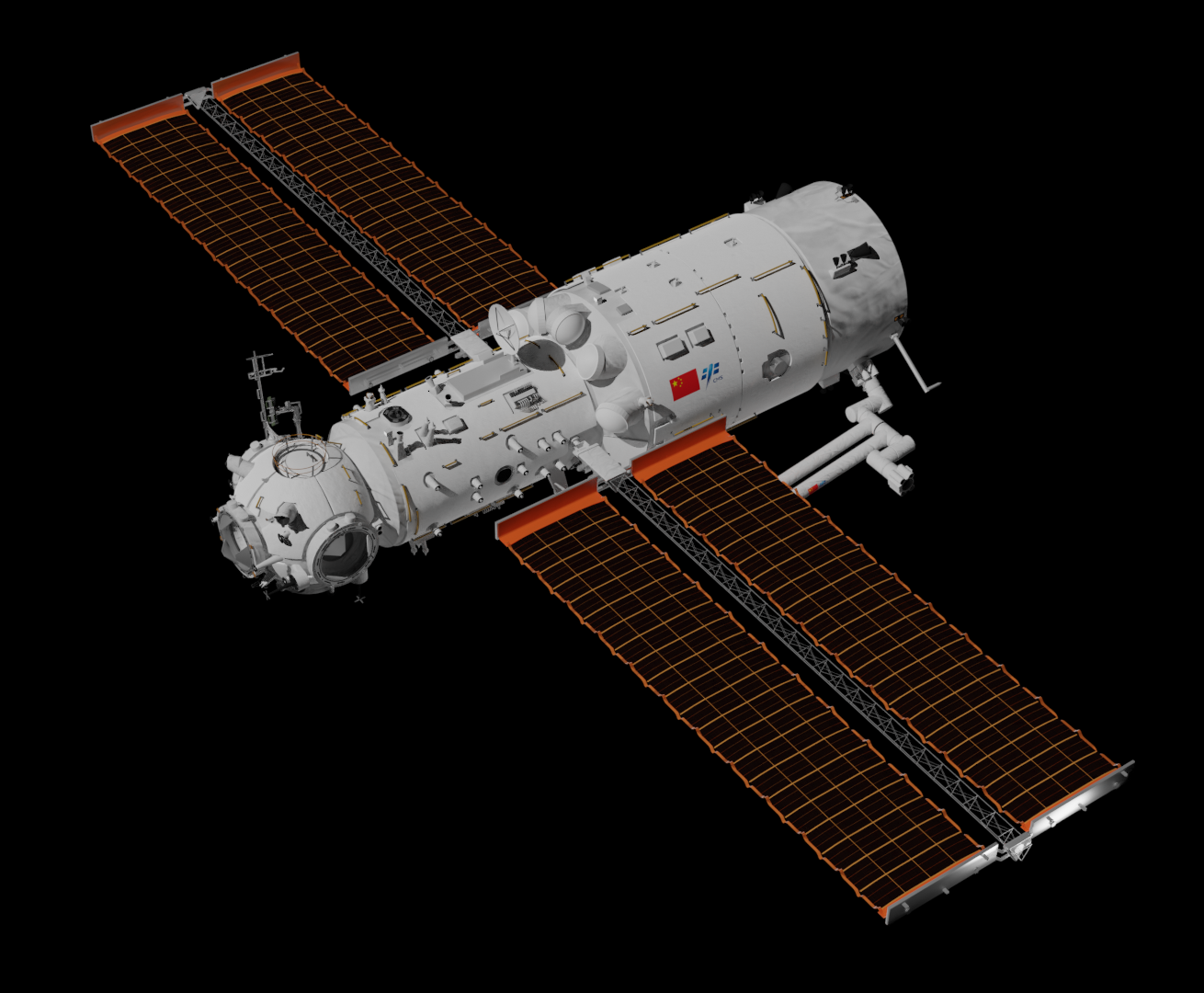
天和

天和コアモジュールは、最大3人の宇宙飛行士の居住と、宇宙ステーションの誘導、航行、方向制御などに対応しているコアモジュール。また、宇宙ステーション全体の電気系統、推進システム、生命維持システムもこのモジュールが中心となっている。
モジュールは居住区、サービス区、ドッキングポートの3つのエリアに分かれており、居住区には、キッチンやトイレ、消火装置、大気処理・制御装置、コンピュータ、科学実験装置、北京の地上管制との通信装置などが設置されている。サービス区には、カナダアーム式のロボットアームが収納されている。

### 問天
問天実験モジュールは2つ打ち上げられる実験モジュールの1つであり、2022年7月24日に打ち上げられた。

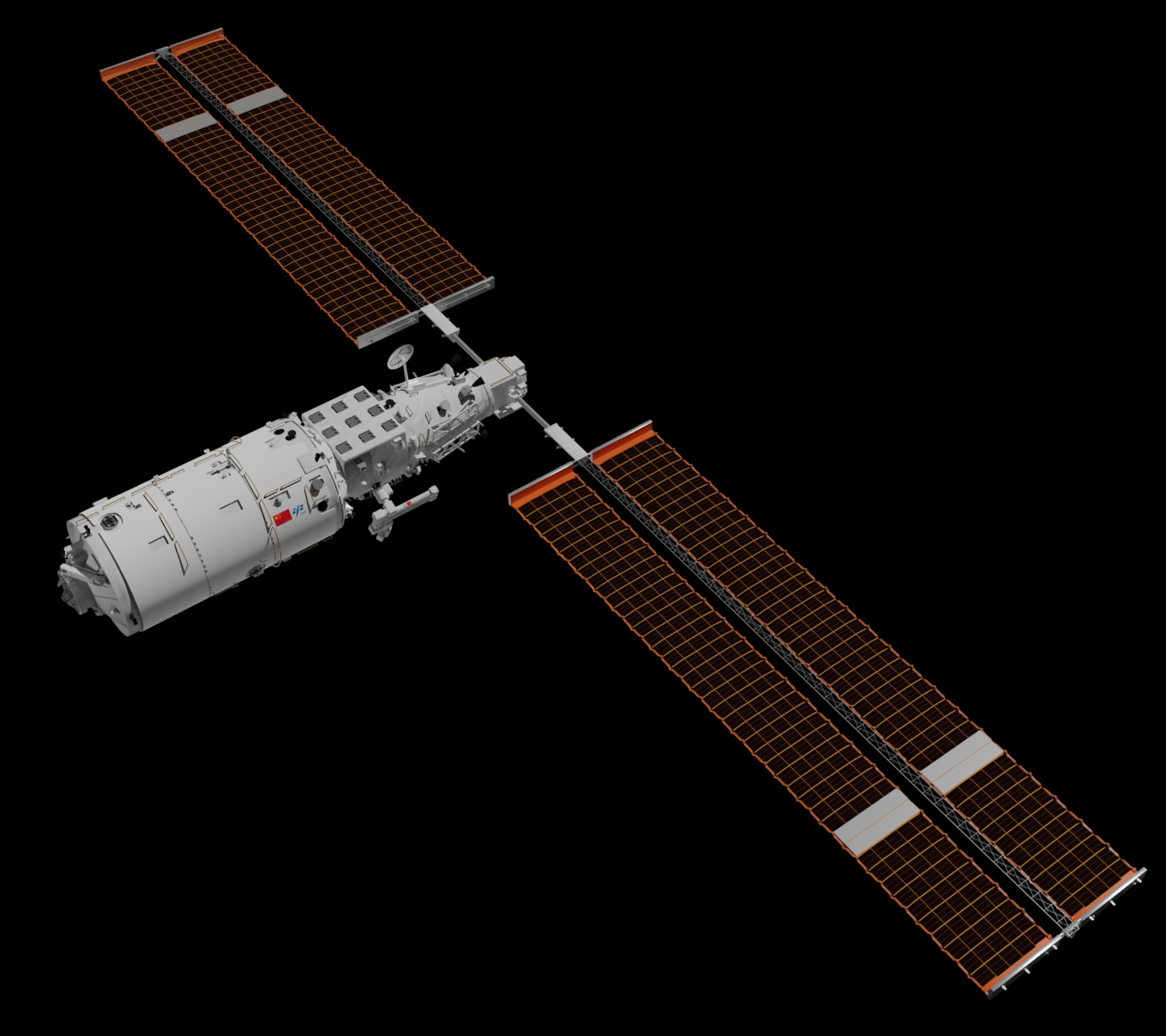
問天

宇宙ステーションの制御・管理機能を持ち、天和コアモジュールのバックアップとしても機能する。宇宙ステーションで2つ目のエアロックとロボットアームを備えており、エアロックは主に宇宙遊泳に使用される。また、問天モジュールは全長55mのソーラーパネルを4枚備えており、一日あたり平均430kWhの電力を供給できる。

### 夢天
夢天実験モジュールは2つ打ち上げられる実験モジュールの1つであり、2022年10月31日に打ち上げられた。

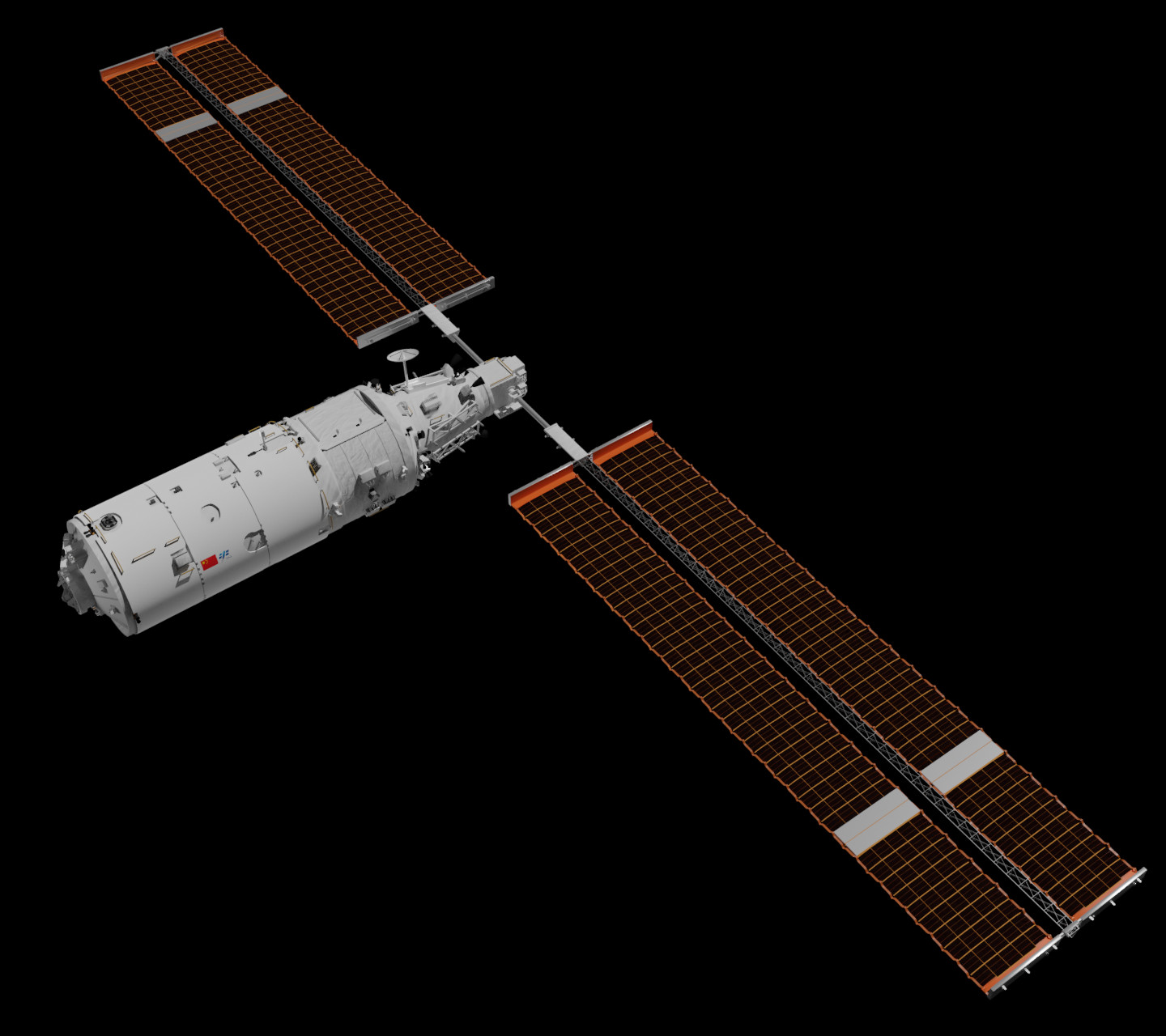
夢天

夢天モジュールは微小重力実験の設備を搭載しているほか、機材や物資の運搬に用いるエアロックを搭載しており、キューブサットなどの小型人工衛星を放出することができる。また、天和モジュールや問天モジュールと異なり、夢天モジュールは居住設備を含まない完全な実験棟モジュールである。

### 巡天
巡天は2026年に打ち上げが予定される宇宙望遠鏡である。
直径2メートルの主鏡と2.5ギガピクセルのカメラを搭載し、ハッブル宇宙望遠鏡の300倍の視野を持つとされており、10年間で全天の40％を撮影することが期待されている。
また、天宮宇宙ステーションと同一の軌道に設置され、修復等を行う際には天宮宇宙ステーションとのドッキングが可能とされている。

### 諸元
| モジュール名 | 打ち上げ日時 (UTC)      | 打ち上げロケット | 全長   | 直径   | 重量       |
| ------------ | ----------------------- | ---------------- | ------ | ------ | ---------- |
| 天和         | 2021年4月29日 03:23:15  | 長征5B           | 16.6 m | 4.2 m  | 22,600kg   |
| 問天         | 2022年7月24日 06:22:32  | 長征5B           | 17.9 m | 4.2 m  | 23,000 kg  |
| 夢天         | 2022年10月31日 07:37:23 | 長征5B           | 17.9 m | 4.2 m  | 23,000kg   |
| 巡天         | 2026年 (予定)           | 長征5B (予定)    | ~13 m  | ~4.2 m | ~20,000 kg |

## 建設

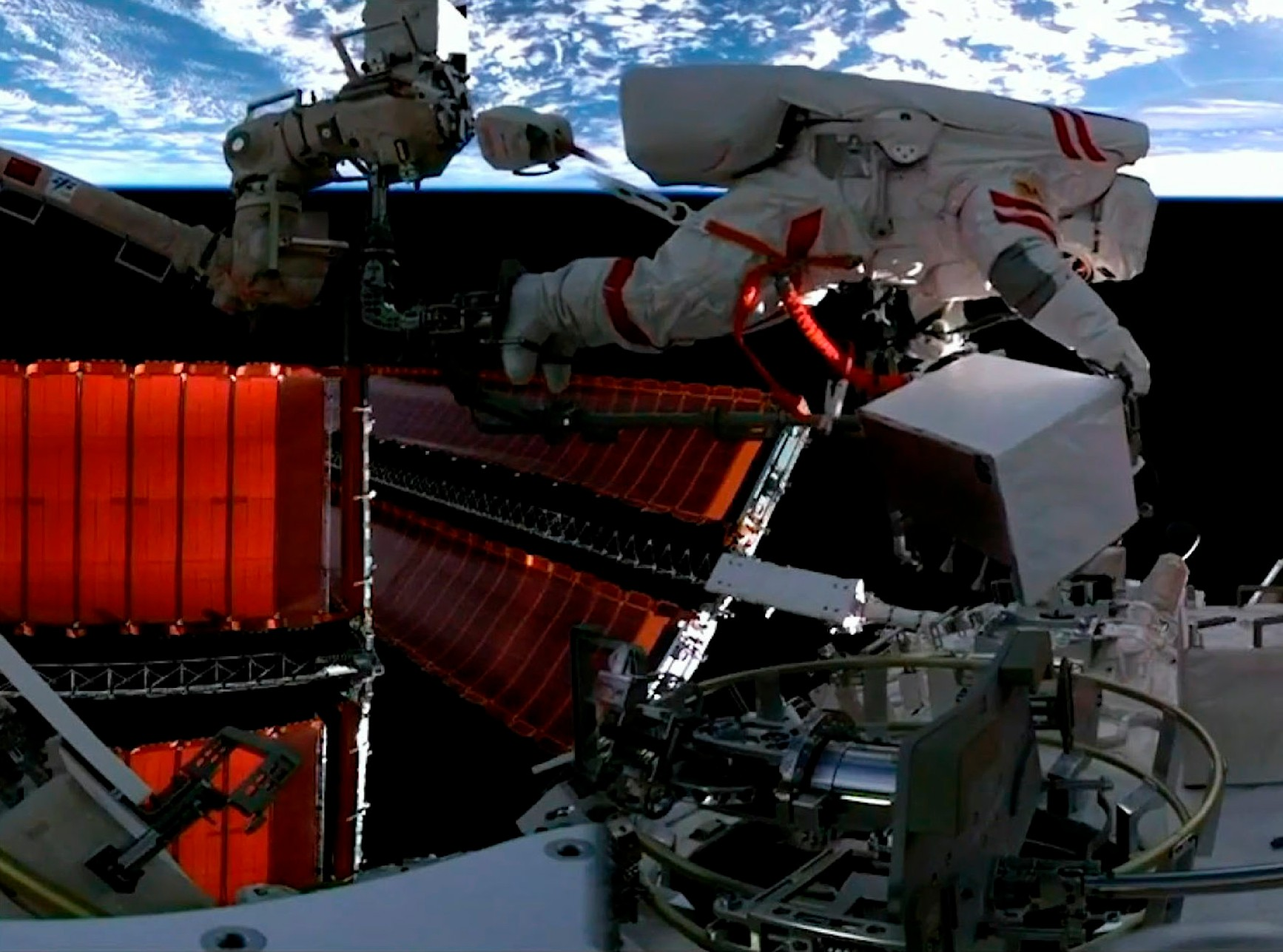
船外活動を行う費俊竜飛行士

中国宇宙ステーション (CSS) の建設は2021年4月から開始され、2022年11月に完成した（オプションの巡天宇宙望遠鏡を除く）。モジュールの打ち上げには長征5号Bロケットが用いられた。
最初のモジュールとなる天和コアモジュールは、2021年4月29日に打ち上げられた。6月17日には乗組員を乗せた神舟12号とドッキングし、これがCSSにおける初めての有人滞在となった。
次いで2022年7月24日に、2つ目のモジュールである問天モジュールが打ち上げられた。これによりステーションでの高度な化学実験が可能となったほか、最大6人の滞在が可能となった。問天は9月30日に天和の側面へとロボットアームで移動された。
さらに2022年10月31日に、3つ目のモジュールである夢天モジュールが打ち上げられた。夢天は11月2日に天和の側面に移動され、これによりCSSは完成した。

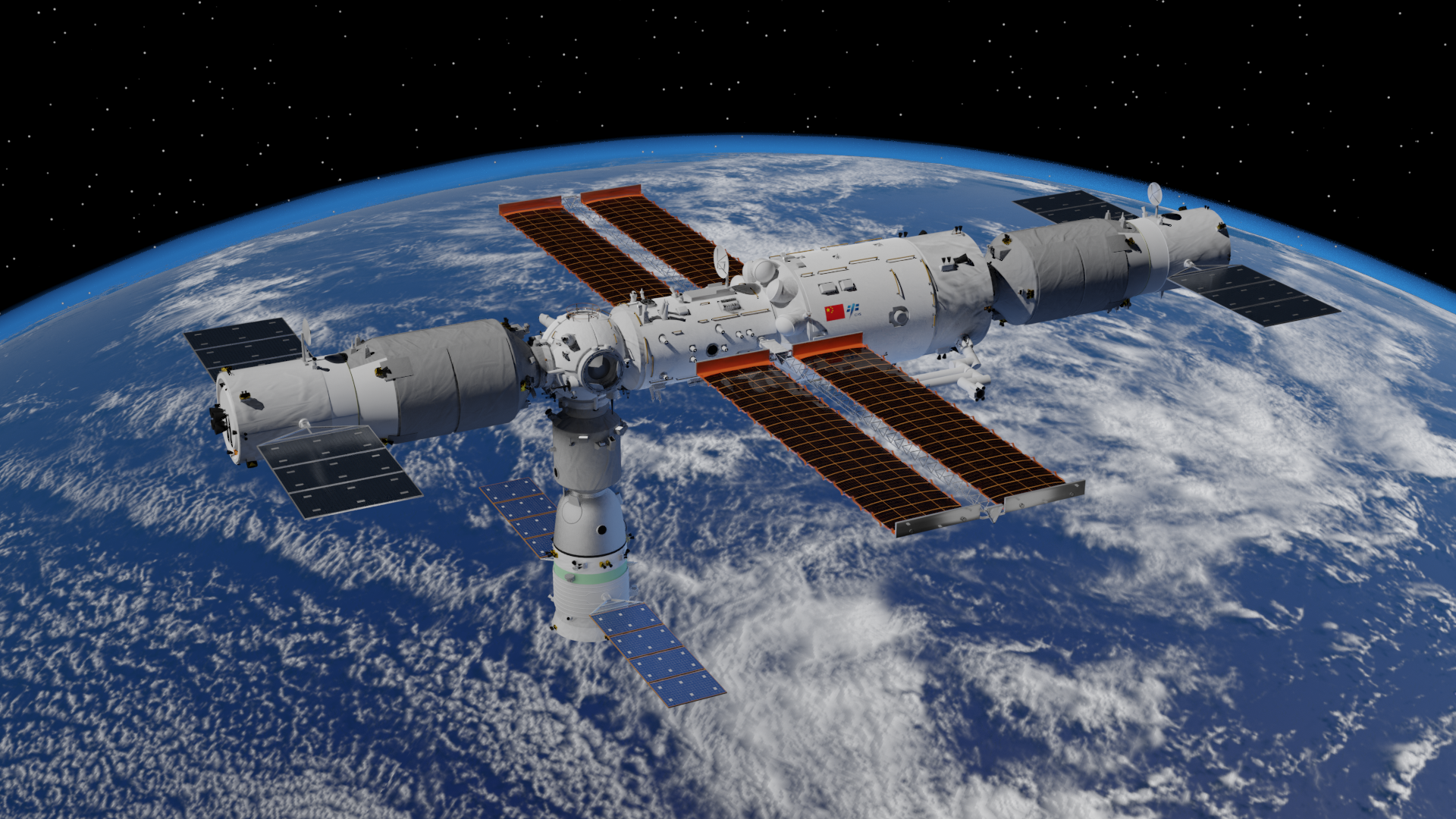
天和モジュール（中央）のみの状態のCSS。両側は天舟無人補給船、下側は神舟有人宇宙船
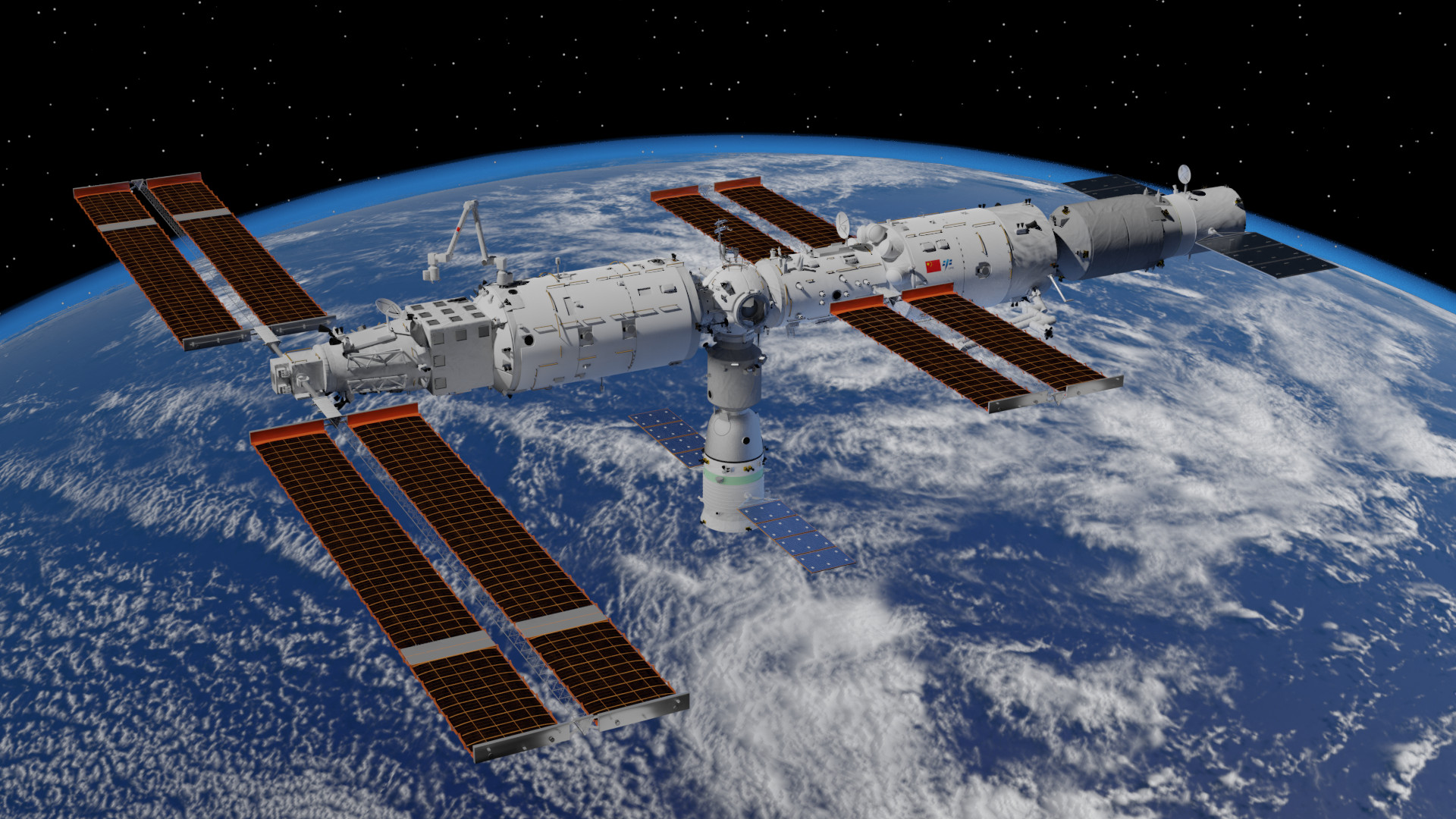
問天モジュールドッキング後のCSS
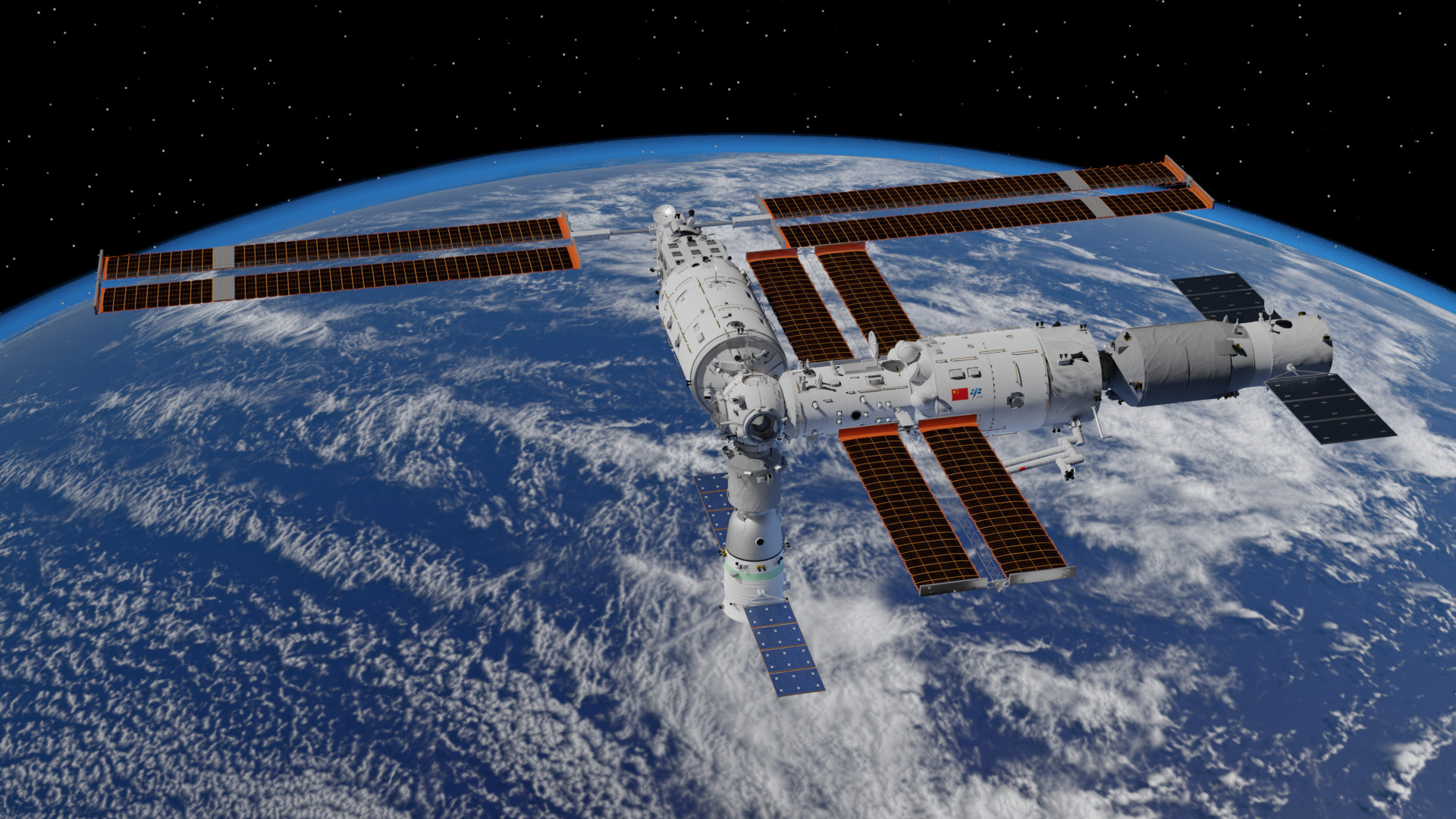
問天モジュール移動後のCSS
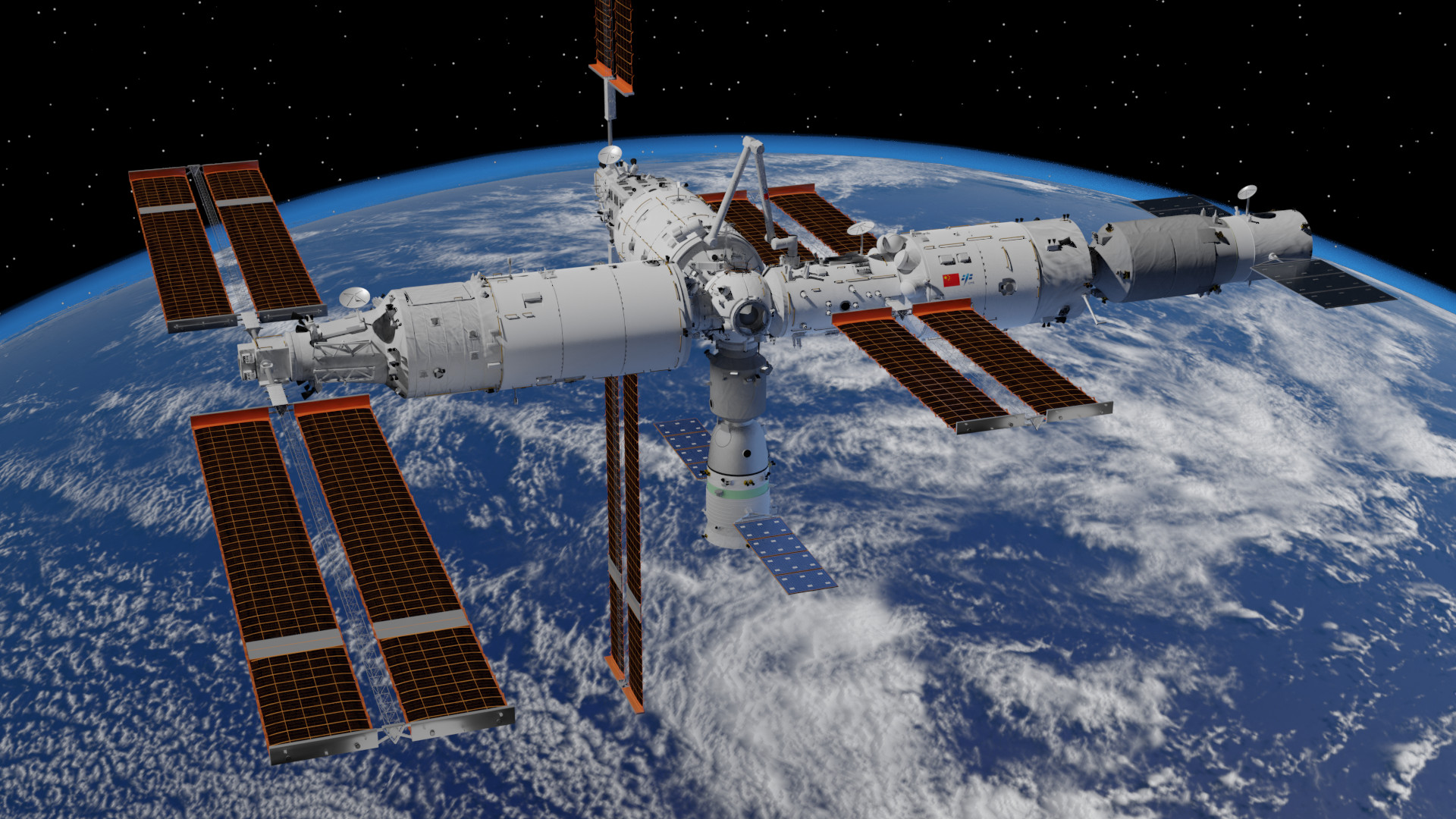
夢天モジュールドッキング後のCSS
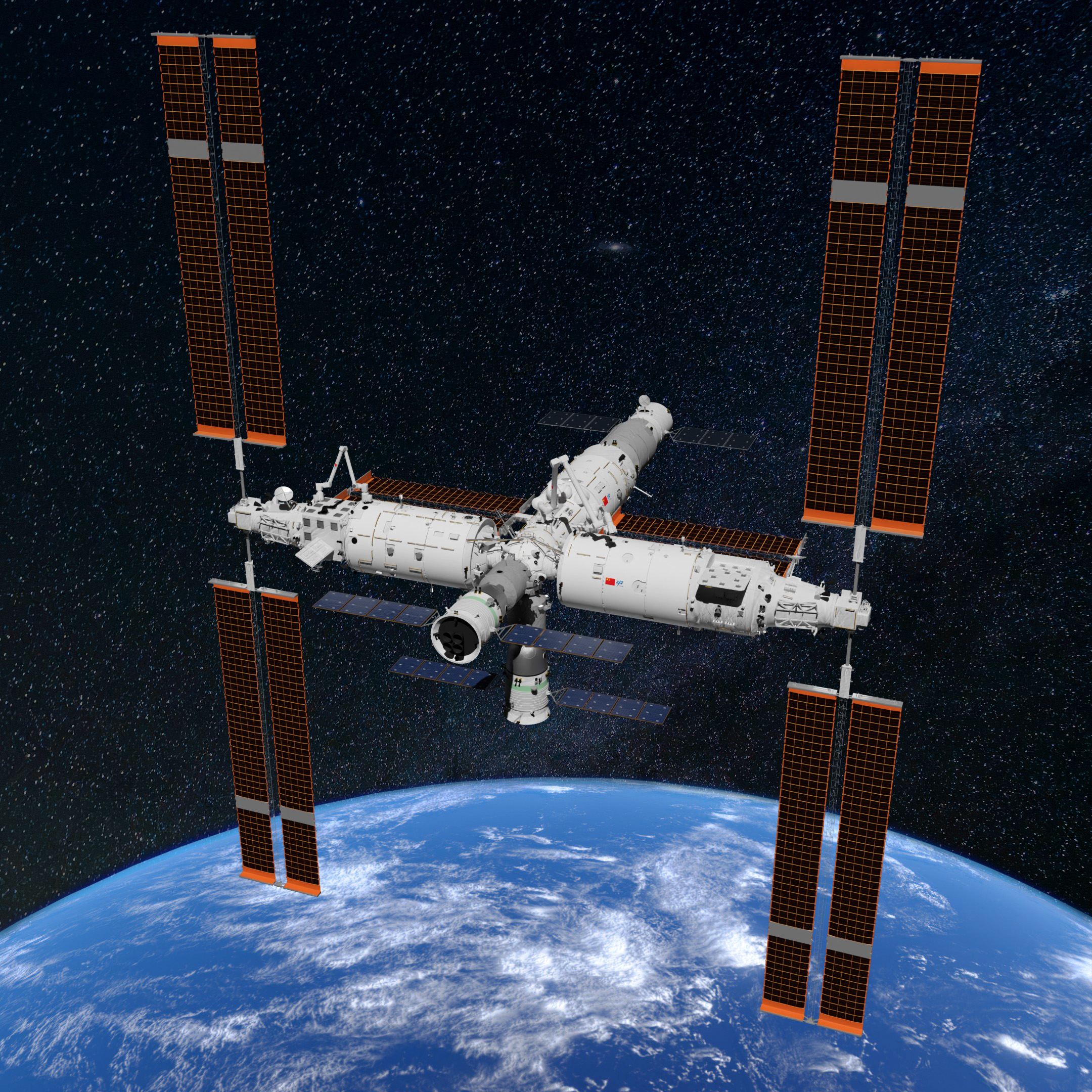
夢天モジュール移動後のCSS

## 国際協力
外国人宇宙飛行士の参加に関して、中国載人航天工程弁公室（CMSA、旧CMSEO）は支持を繰り返し表明してきた。神舟12号ミッションの記者会見で、中国有人宇宙計画の首席設計者である周建平氏は、複数の国が参加の意向を表明していると説明した。同氏は記者団に対し、将来的には外国人宇宙飛行士の参加が「保証される」と語った。 CMSAのアシスタントディレクターであるJi Qiming氏は記者団に対し、次のように信じていると語った。 
「近い将来、中国の宇宙ステーションが完成すると、中国と外国の宇宙飛行士が一緒に飛行し、協力する姿が見られるでしょう。」
2022年10月、同局は中国の2つの特別行政区である香港とマカオにも選考プロセスを開放した。

### 国連
2018年、中国は独自宇宙ステーションの科学利用を国連加盟国へ開放すると公表した。
2019年、CMSAと国連宇宙局（UNOOSA）の国連会合で国際実験が選ばれた。 42件の申請が提出され、9件の実験が受理された。実験の中には、スイス、ポーランド、ドイツ、中国が提案したガンマ線バースト偏光測定の研究実験であるPOLAR-2など、天宮2号での実験の継続がある。オスロ大学のカナダ人教授トリシア・ラローズ博士は、同ステーション向けに最先端の癌研究実験を開発している。 31日間の実験は、無重力状態ががんの増殖を止めるのにプラスの効果があるかどうかを研究することを目的としている。 高エネルギー宇宙線検出器プロジェクトは、ヨーロッパ、中国本土、香港、台湾からの 200 人の科学者チームによって実施されている。 UNOOSAの枠組みに基づき、天宮はベルギー、フランス、ドイツ、インド、イタリア、日本、メキシコ、オランダ、ペルー、ロシア、サウジアラビア、スペインの実験を主催することも期待されており、23の機関と17か国が参加する。

#### 日本
国連の共同実験には日本からも東京大学が参加している。2023年7月から、東京大のチームは航空宇宙工学の専門家を中心に、中国・清華大と共に流体力学に関する研究を無重力の環境を利用して行う。

### 米国
米国議会がNASAとCNSAとの直接的な関与と協力を禁止し、2011年に中国の国際宇宙ステーション(ISS)への参加を事実上禁止した。

### ロシア
ロシアは中国との協力に積極的だが、中国側の態度は消極的である。バイコヌール宇宙基地の緯度が51.6度なのに対し、天宮の軌道傾斜角は41.6度であり、ランデブーは困難である。ロシアは軌道傾斜角の変更を求めたとされるが、中国は応じていない。
ロシアは2023年7月、宇宙ステーション建設でBRICSに協力を呼びかけた。

### 欧州
中国、ロシア、欧州は宇宙において協力的かつ多国間アプローチを維持する意向を示した。
2007 年から 2011 年にかけて、ロシア、欧州、中国の宇宙機関は、有人火星探査に向けた ISS ベースの準備を補完する、Mars500 プロジェクトの地上での準備を実施した。
天宮はフランス、スウェーデン、ロシアと協力している。
2023年、財政及び政治的理由でESAは飛行士の派遣を中止すると決めた。中国ではアメリカからの圧力が原因との見方がされている。

#### イタリア
2011年にCMSAとイタリア宇宙局（ASI）の間で有人宇宙飛行分野での協力が検討された。中国の有人宇宙ステーションの開発への参加の他、宇宙飛行士の訪問や科学研究などの分野において、中国との協力が検討された。
2011 年 11 月、中国国家航天局とイタリア宇宙局は、宇宙輸送、電気通信、地球観測などの協力分野をカバーする最初の協力協定に署名した。
2017年2月22日、CMSAとイタリア宇宙局(ASI)は長期的な有人宇宙飛行活動で協力する協定に署名した。
2019年、イタリアの高エネルギー宇宙放射線検出（HERD）の実験が中国のステーションで計画されていた。

## 乗組員

### 神舟12号
- 機長: 聶海勝
- オペレーター: 劉伯明
- システムオペレーター: 湯洪波

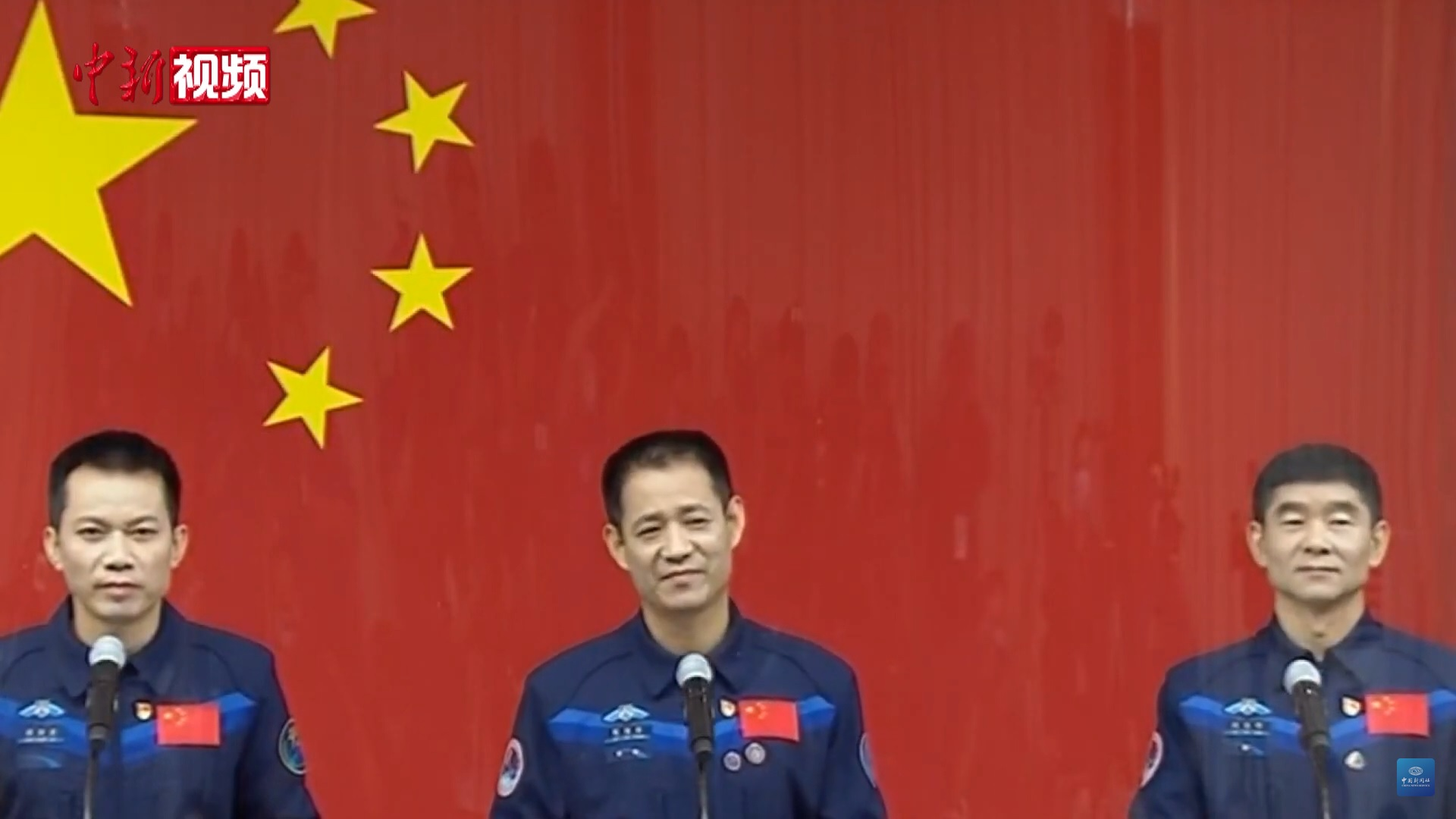
プレスリリース（左から湯洪波、聶海勝、劉伯明）
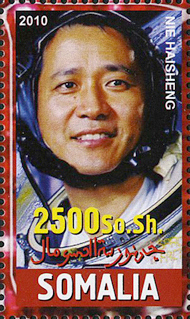
聶海勝（ソマリアにおいて発行された記念切手）
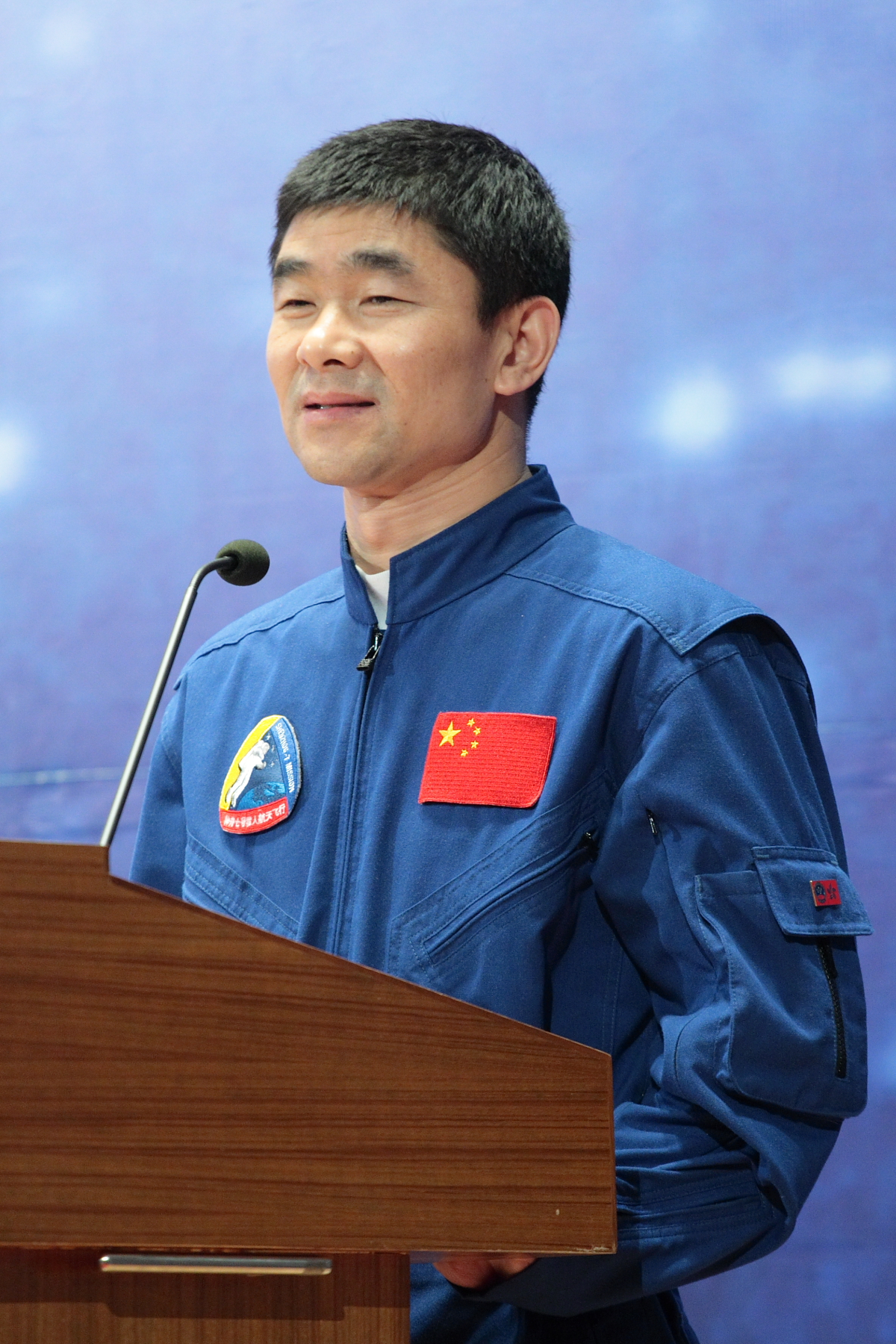
劉伯明
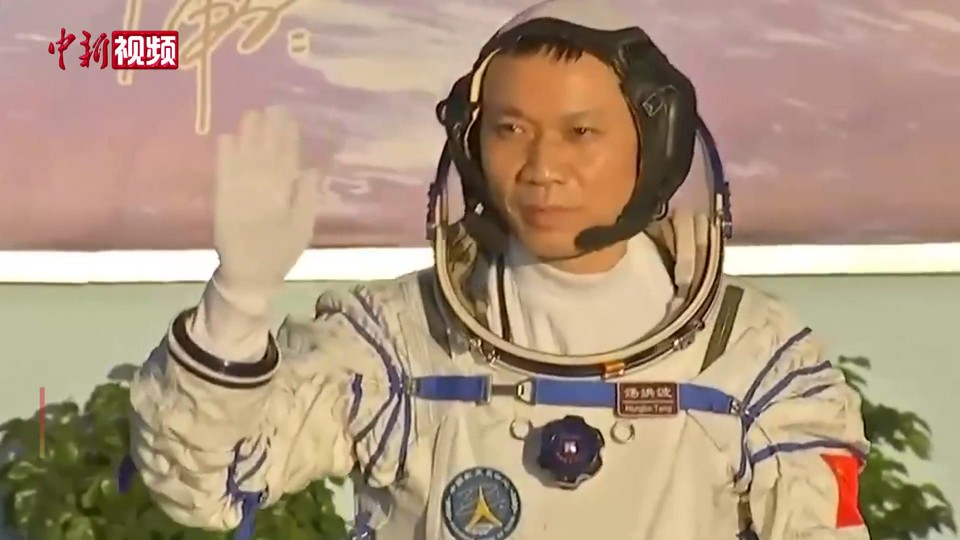
湯洪波

### 神舟13号
- 機長: 翟志剛
- オペレーター: 王亜平
- システムオペレーター: 葉光富

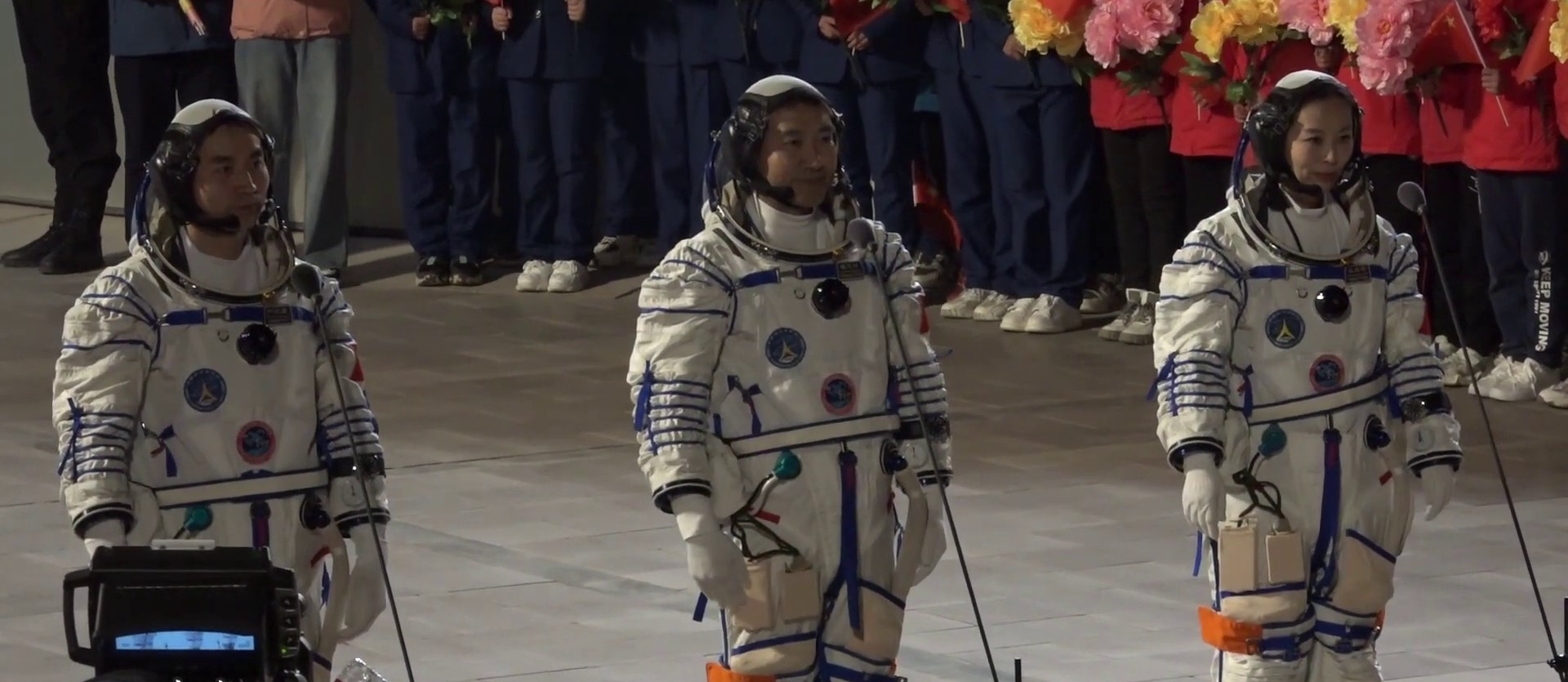
発射前（左から葉光富、翟志剛、王亜平）
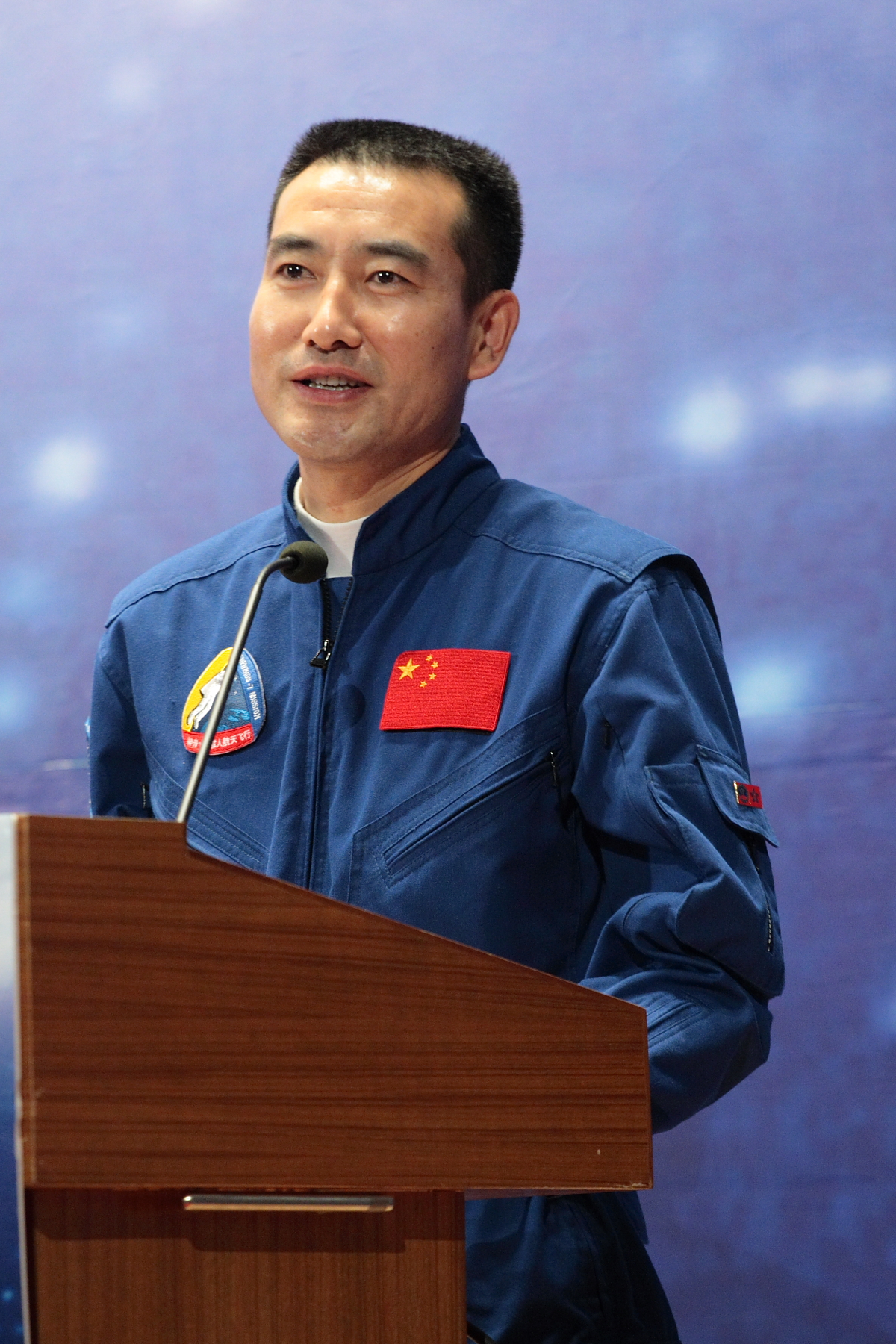
翟志剛
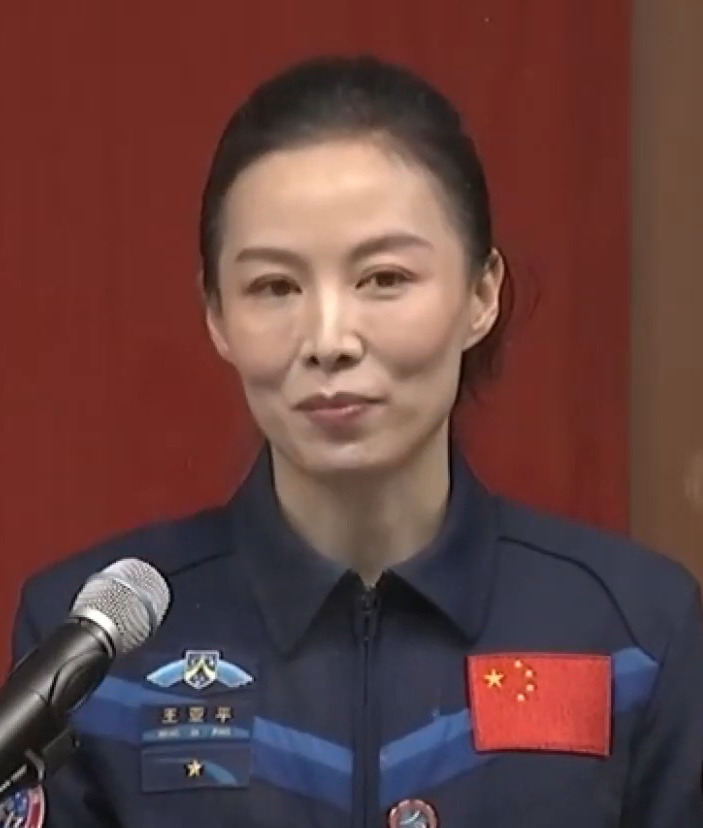
王亜平
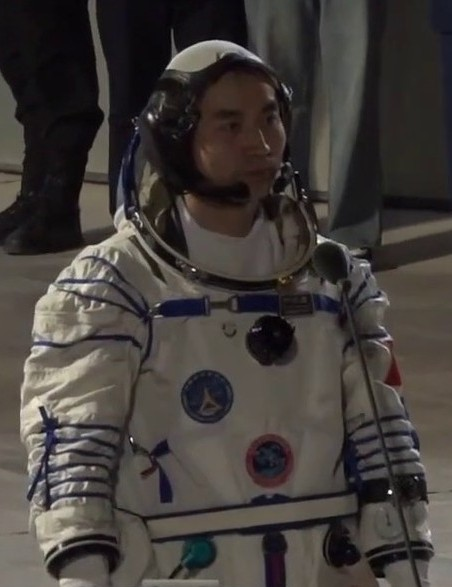
葉光富

### 神舟14号
- 機長: 陳冬
- オペレーター: 劉洋
- システムオペレーター: 蔡旭哲

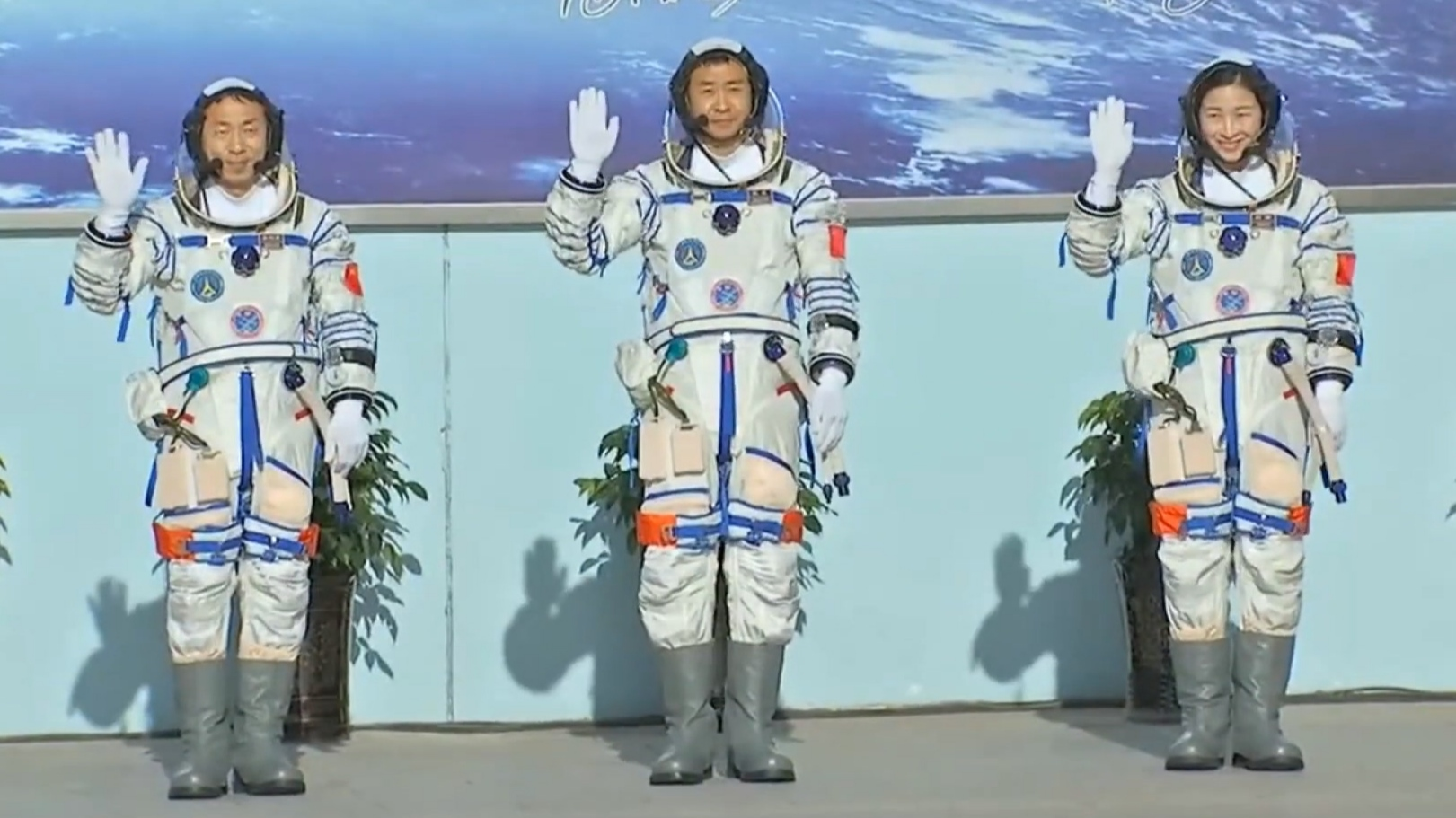
発射前（左から蔡旭哲、陳冬、劉洋）
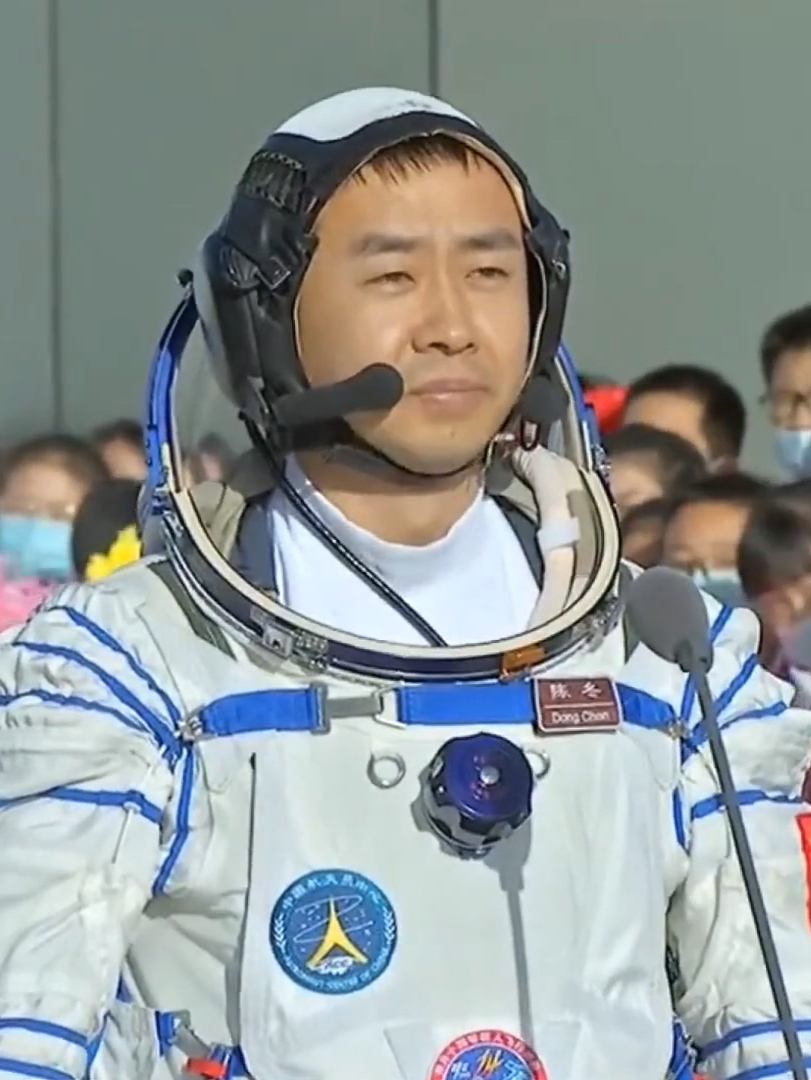
陳冬
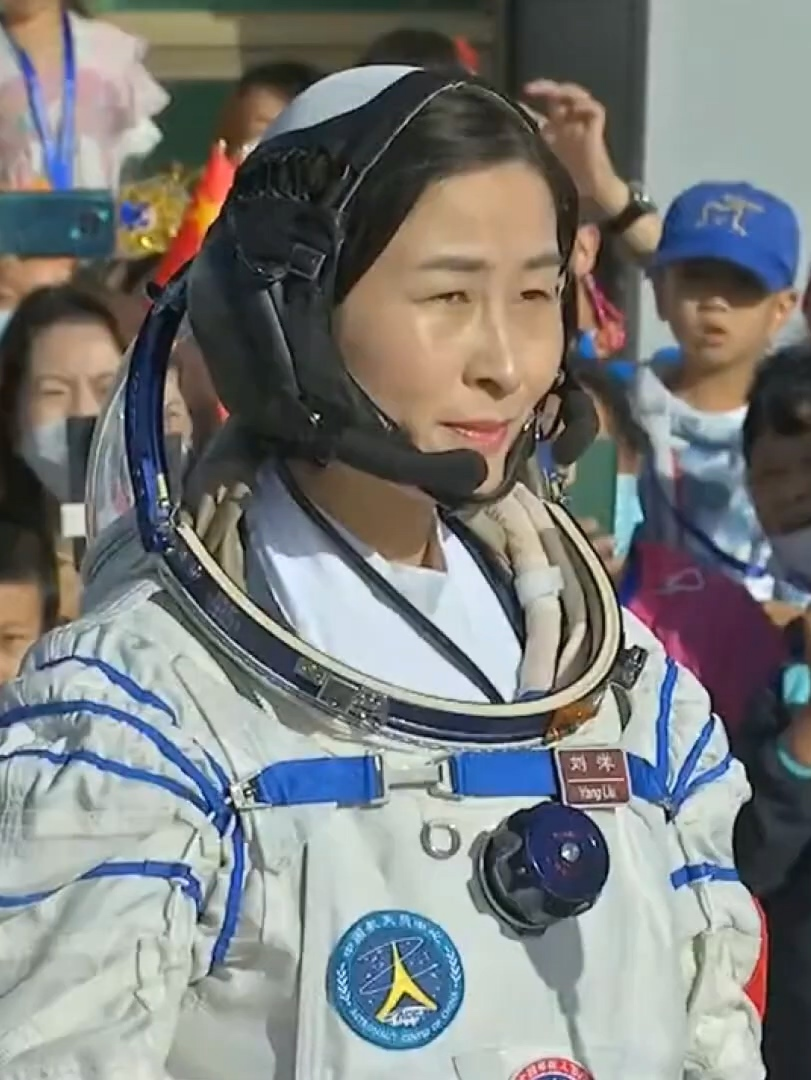
劉洋
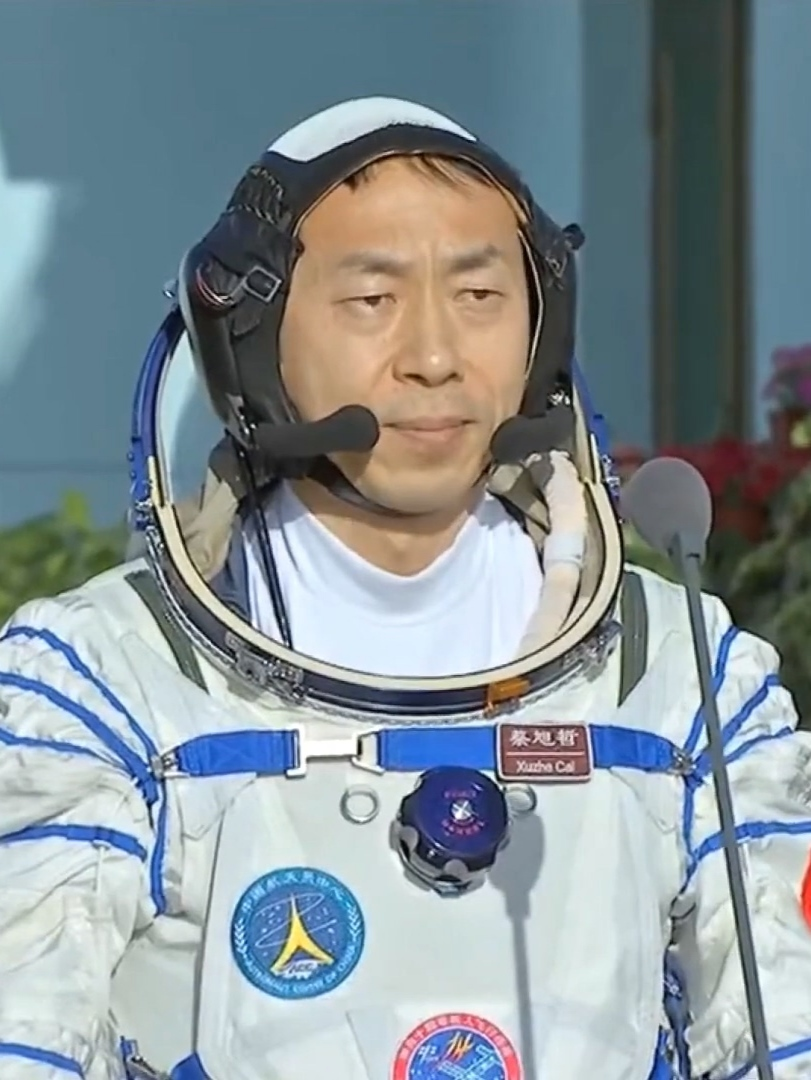
蔡旭哲

### 神舟15号
- 機長: 費俊竜
- オペレーター: 鄧清明
- システムオペレーター: 張陸

## 船内環境
宇宙ステーションにはWi-Fi環境があり、 乗組員はコミュニケーション用に骨伝導ヘッドホンとマイクを着用している。また、船内の表記には中国語が用いられている。 
宇宙食は宇宙飛行士の好みに応じて最大120種類が船内に保管されており、様々な中華料理や野菜、お茶やジュースなどがある。補給は天舟無人宇宙補給機で行われ、果物や野菜はクーラーボックスに保管されている。 
中国国家航天局の主任宇宙飛行士トレーナーであるHuan Weifenは、"ほとんどの食品を固形で食べることができ、骨等は除去されているほか、微小重力下での味覚の変化を補うため花椒などの調味料を追加している"としている。
天和コアモジュールには調理用の小さなキッチンと、宇宙ステーションとして初となる電子レンジが備わっており、乗組員が温食を食べることができるように配慮されている。
天和コアモジュールの居住区には、3つの個室兼寝室とトイレ、シャワー、ジム設備などがある 。
個室兼寝室は国際宇宙ステーションのものより大幅に大きく設計されており、ダブルマットレス、窓、ヘッドホン、換気装置などの設備や、筋萎縮を防ぐための電気刺激装置が備えられている。
国際宇宙ステーションでは当初、作業エリアの騒音レベルは72-78 dB、睡眠ベッドの騒音レベルは65 dBに達し、飛行士は騒音に悩まされた。一方、中国宇宙ステーションでは、作業エリアで58 dBに保たれており、 寝室では49 dBとなっている。

## 履歴
※ すべての日付はUTCで表記されており、打ち上げ予定日は変更される場合がある。
| 打ち上げ日時 (UTC)     | ドッキング日時 (UTC) | ドッキング解除日時 (UTC) | 結果 | ペイロード | 打ち上げロケット | 発射場           | 打ち上げ事業者 | ドッキング先 |
| ---------------------- | -------------------- | ------------------------ | ---- | ---------- | ---------------- | ---------------- | -------------- | ------------ |
| 2021年4月29日03:23:15  | -                    | -                        | 成功 | 天和       | 長征5B           | 文昌発射場 LC-1  | CASC           | なし         |
| 2021年5月29日12:55:29  | 2021年5月29日21:01   | 2022年3月27日07:59       | 成功 | 天舟2号    | 長征7号          | 文昌発射場 LC-2  | CASC           | 天和 後方    |
| 2021年6月17日01:22:27  | 2021年6月17日07:54   | 2021年9月16日00:56       | 成功 | 神舟12号   | 長征2F           | 酒泉発射場 SLS-1 | CASC           | 天和 前方    |
| 2021年9月20日07:10     | 2021年9月20日14:08   | 2022年7月17日02:59       | 成功 | 天舟3号    | 長征7号          | 文昌発射場 LC-2  | CASC           | 天和 後方    |
| 2021年10月15日16:23:56 | 2021年10月15日22:56  | 2022年4月15日16:44       | 成功 | 神舟13号   | 長征2F           | 酒泉発射場 SLS-1 | CASC           | 天和 前方    |
| 2022年5月9日17:56:37   | 2022年5月10日00:54   | 2022年11月09日06:55      | 成功 | 天舟4号    | 長征7号          | 文昌発射場 LC-2  | CASC           | 天和 後方    |
| 2022年6月5日02:44:10   | 2022年6月5日09:42    | 2022年12月4日03:01       | 成功 | 神舟14号   | 長征2F           | 酒泉発射場 SLS-1 | CASC           | 天和 前方    |
| 2022年7月24日06:22:32  | 2022年7月25日3:13    | -                        | 成功 | 問天       | 長征5B           | 文昌発射場 LC-1  | CASC           | 天和 左側    |
| 2022年10月31日07:37:23 | 2022年10月31日20:27  | -                        | 成功 | 夢天       | 長征5B           | 文昌発射場 LC-1  | CASC           | 天和 右側    |
| 2022年11月12日02:03:12 | 2022年11月12日04:10  | 2023年5月5日03:26        | 成功 | 天舟5号    | 長征7号          | 文昌発射場 LC-2  | CASC           | 天和 後方    |
| 2022年11月29日15:08:17 | 2022年11月29日21:42  | 2023年6月3日13:29        | 成功 | 神舟15号   | 長征2F           | 酒泉発射場 SLS-1 | CASC           | 天和 下方    |
| 2023年5月10日13:22:51  | 2023年5月10日21:16   | 2024年1月12日08:02       | 成功 | 天舟6号    | 長征7号          | 文昌発射場 LC-2  | CASC           | 天和 後方    |
| 2023年5月30日01:31:13  | 2023年5月30日08:29   | 2023年10月30日12:37      | 成功 | 神舟16号   | 長征2F           | 酒泉発射場 LA-4  | CASC           | 天和 前方    |
| 2023年10月26日03:14:02 | 2023年10月26日09:46  | 2024年4月30日00:43       | 成功 | 神舟17号   | 長征2F           | 酒泉発射場 LA-4  | CASC           | 天和 下方    |
| 2026年                 | -                    | -                        | 計画 | 巡天       | 長征5B           | 文昌発射場 LC-1  | CASC           | -            |

## 参照
1. 1 2 3 4 5  “The orbital parameters of the core module assembly”. China Manned Space (2021年9月20日). 2021年7月27日時点のオリジナルよりアーカイブ。2021年7月27日閲覧。
2. ↑  “To infinity and beyond: After Space Station, China has plans for a kilometer-long mega spaceship”. India Today (2021年9月8日). 2021年9月8日閲覧。
3. ↑  “神舟十三号3名航天员顺利进驻天和核心舱”.   xinhua.news. 2021年10月16日閲覧。
4. ↑  “中国宇宙ステーション（CSS）の加古川市上空通過予報（3月16日～4月5日）”.   加古川市. 2023年3月29日閲覧。
5. 1 2 3  “中国が宇宙ステーションをもつ日 - 最初のモジュール「天和」打ち上げ成功”.  マイナビニュース (2021年5月3日). 2021年6月22日閲覧。
6. ↑  “宇宙ステーションの中核「天和」の打ち上げ　中国が成功”. 朝日新聞デジタル. (2021年4月29日) 2021年6月8日閲覧。
7. ↑  “中国、有人宇宙船を打ち上げ　宇宙ステーション完成へ”.   CNN (2022年11月30日). 2022年12月1日閲覧。
8. ↑  “中国宇宙船が接続成功＝ステーション運用本格化”.   時事通信 (2022年11月30日). 2022年12月1日閲覧。
9. ↑  “中国 独自の宇宙ステーション“すでに完成” 本格的運用開始へ”.   NHK (2023年1月5日). 2023年1月6日閲覧。
10. ↑  “習近平国家主席が2023年新年の挨拶を発表”.   北京週報 (2022年12月31日). 2023年1月6日閲覧。
11. ↑  “中國載人航天工程標識空間站名稱誕生全程揭秘”.   人民网. 2013年12月24日時点のオリジナルよりアーカイブ。2013年12月29日閲覧。
12. ↑  Graham, William (2021年4月28日). “China launches Tianhe module, start of ambitious two-year station construction effort” (英語). NASASpaceFlight.com. 2022年1月16日閲覧。
13. ↑  “China to send new modules and co-orbiting spacecraft to Tiangong space station” (英語).   SpaceNews (2023年10月4日). 2023年10月6日閲覧。
14. 1 2  “飞行任务时间表出炉！_绍兴网”. www.shaoxing.com.cn. 2022年7月24日閲覧。
15. 1 2  “周建平：走进新时代的中国载人航天工程”. web.archive.org (2021年5月19日). 2022年1月16日閲覧。
16. 1 2  “问天之问（二）入住“新房”！十分钟了解问天为何出色？↘ ↘ ↘”. 微信公众平台. 2022年10月29日閲覧。
17. ↑  “中国空间站舱段“问天”计划 7 月发射，“梦天”完成正样热试验 - IT之家”. www.ithome.com. 2022年11月1日閲覧。
18. 1 2  F_100600. “実験モジュール「夢天」の唯一無二の技、宇宙ステーションから衛星を打ち出し可能”. j.people.com.cn. 2022年11月1日閲覧。
19. ↑  “China’s giant Xuntian space telescope faces further delay until late 2026” (英語).  サウスチャイナ・モーニング・ポスト (2024年5月16日). 2024年6月20日閲覧。
20. 1 2  Clark, Stephen (2021年4月29日). “Assembly of Chinese space station begins with successful core module launch”. Spaceflight Now. 2021年6月18日閲覧。
21. ↑  “中国空间站天和核心舱发射任务成功-新华网”. www.xinhuanet.com. 2022年10月29日閲覧。
22. ↑  “新华社分享页”. xhpfmapi.zhongguowangshi.com. 2022年10月29日閲覧。
23. ↑  “央视新闻给你发来一条消息”. content-static.cctvnews.cctv.com. 2022年10月29日閲覧。
24. ↑  “中国空间站又一次“变形”了！由“一”字构型变成“L”构型” (中国語). c.m.163.com. 2022年10月29日閲覧。
25. ↑  “中国通信社”. www.china-news.co.jp. 2022年10月29日閲覧。
26. ↑  “梦天转位成功，中国空间站“T”字基本构型在轨组装完成！”. 2022年11月3日閲覧。
27. ↑  “神舟十四号航天员乘组顺利进入梦天实验舱_飞船_后续_消息”. www.sohu.com. 2022年11月3日閲覧。
28. ↑  Garcia, Carlos (2021年6月17日). “Chinese astronauts board space station module in historic mission”.  オリジナルの2021年6月28日時点におけるアーカイブ。 2021年6月18日閲覧。
29. ↑  Amos, Jonathan (2021年6月18日). “China space station: Shenzhou-12 delivers first crew to Tianhe module”. BBC News.  オリジナルの2021年6月17日時点におけるアーカイブ。 2021年6月18日閲覧。
30. ↑  Maishman, Antoinette; Radford, Elsa (2022年12月1日). “Shenzhou-15: China sends new crew to Tiangong space station”. BBC News.  オリジナルの2022年12月4日時点におけるアーカイブ。 2022年12月4日閲覧。
31. ↑  “Wanted: aspiring Chinese astronauts from Hong Kong and Macau”. South China Morning Post (2022年10月2日). 2022年12月4日時点のオリジナルよりアーカイブ。2022年12月4日閲覧。
32. ↑  “中国、独自宇宙ステーションの科学利用を国際開放へ”. sorae 宇宙へのポータルサイト (2018年5月31日). 2025年1月2日閲覧。
33. ↑  Gibney, Elizabeth (17 June 2019). “China reveals scientific experiments for its next space station”. Nature. doi:10.1038/d41586-019-01913-0.  オリジナルの3 August 2021時点におけるアーカイブ。 2021年8月3日閲覧。.
34. 1 2  Jones, Andrew (2019年7月13日). “International experiments selected to fly on Chinese space Station”
35. ↑  “China Is Set to Launch First Module of Massive Space Station”.   Scientific American. 2021年4月26日時点のオリジナルよりアーカイブ。2021年4月26日閲覧。
36. ↑  Mallapaty, Smriti (23 July 2021). “China's space station is preparing to host 1,000 scientific experiments”. Nature 596 (7870):  20–21. Bibcode: 2021Natur.596...20M. doi:10.1038/d41586-021-02018-3. PMID 34302152.  オリジナルの2 August 2021時点におけるアーカイブ。 2021年8月3日閲覧。.
37. ↑  De Guzman, Chad (31 October 2022). “China's Space Ambitions Are Fueling Competition and Collaboration”. TIME.  オリジナルの31 October 2022時点におけるアーカイブ。 2022年10月31日閲覧。.
38. ↑  “中国、宇宙ステーション「天宮」を国際解放 東京大学も実験に参加”. 日本経済新聞 (2023年6月29日). 2025年1月2日閲覧。
39. ↑  産経新聞 (2023年5月2日). “中国宇宙船「天宮」で日本初実験へ 東大チーム 習指導部、主導権獲得狙う”. 産経新聞：産経ニュース. 2025年1月2日閲覧。
40. ↑  Alamalhodaei, Aria (2021年6月17日). “China launches 3 astronauts to its new space station core module”. techcrunch. 2022年5月13日時点のオリジナルよりアーカイブ。2021年6月29日閲覧。
41. ↑  published, Andrew Jones (2021年6月22日). “Russia wants to send cosmonauts to China space station” (英語). Space.com. 2025年1月2日閲覧。
42. ↑  「ロシア、宇宙ステーション建設でＢＲＩＣＳに協力呼びかけ」『Reuters』2023年7月24日。2025年1月2日閲覧。
43. ↑  Whitford, George (2019年10月27日). “Trouble in the Stars: The Importance of US-China Bilateral Cooperation in Space”. Havared International Review. 2021年6月15日時点のオリジナルよりアーカイブ。2021年6月29日閲覧。
44. ↑  “Mars500 partners”.   ESA (2011年6月4日). 2012年10月27日時点のオリジナルよりアーカイブ。2022年7月28日閲覧。
45. ↑  “EXPLAINER: China prepares space station core module launch”. (2021年4月28日).  オリジナルの2022年5月7日時点におけるアーカイブ。
46. ↑  “EU、中国の宇宙ステーション「天宮」への飛行士派遣計画を中止 - 中国経済新聞” (2023年2月4日). 2025年1月2日閲覧。
47. ↑   liushuang: “Talks held between ASI and CMSEO”.   China Manned Space Engineering (2011年11月28日). 2012年7月7日時点のオリジナルよりアーカイブ。2012年1月14日閲覧。
48. ↑  Messier, Doug (2011年11月23日). “Will Italy Build Modules for Future Chinese Space Stations?”. parabolicarc. 2022年1月8日時点のオリジナルよりアーカイブ。2021年6月18日閲覧。
49. ↑  “China and Italy to cooperate on long-term human spaceflight” (2017年2月22日). 2018年2月16日時点のオリジナルよりアーカイブ。2018年2月16日閲覧。
50. ↑  Cattaneo, Paolo W. (21 October 2019). “The space station based detector HERD: precise high energy cosmic rays physics and multimessenger astronomy”. Nuclear and Particle Physics Proceedings 306-308 (306–308):  85–91. Bibcode: 2019NPPP..306...85C. doi:10.1016/j.nuclphysbps.2019.07.013.
51. ↑  “The Shenzhou XII astronauts install WIFI on the space station: they can make video calls with the ground at any time-Communication Technology-Wi-Fi”. breakinglatest (2021年6月18日). 2022年1月16日閲覧。
52. ↑  央视网快看. “这很合理 中国空间站操作界面都是中文_哔哩哔哩_bilibili” (中国語). www.bilibili.com. 2022年6月7日閲覧。
53. ↑  “中国の新宇宙ステーション「天宮」は豪邸仕様 120種の中華料理も：朝日新聞デジタル”. 朝日新聞デジタル (2022年11月1日). 2022年11月1日閲覧。
54. ↑  “神舟十二号里的"广东制造"：首台航天微波炉被送入太空，中国太空笔实现新突破” (Chinese). 21 jingji (2021年6月21日). 2022年1月16日閲覧。
55. ↑  Jones, Andrew (2021年6月26日). “Chinese astronauts enjoying 120 dishes during space station stay”. Space.com. 2022年1月16日閲覧。
56. ↑  Howell, Elizabeth (2021年6月28日). “Twinkle, Twinkle, Little Panda: Adorable cartoon shows astronaut life on Chinese space station”. Space.com. 2022年1月16日閲覧。
57. ↑  Reuters (2021年4月29日). “China launches Tianhe, future living quarters for space station planned for 2022”. www.scmp.com. 2022年1月16日閲覧。
58. ↑  Reuters (2021年4月29日). “China launches key module of space station planned for 2022, state media reports”. CNBC. 2022年1月16日閲覧。
59. ↑  Chen, Stephen (2021年6月17日). “First astronauts enter China's Tiangong space station after successful docking operation”. www.scmp.com. 2022年1月16日閲覧。
60. 1 2  “The Bunks in the Chinese Space Station Are Absolutely Enormous”. Futurism. 2022年1月16日閲覧。
61. 1 2  “China launches first crewed mission for space station construction”. Xinhua (2021年6月17日). 2022年1月16日閲覧。
62. ↑  “Noisy ISS may have damaged astronauts' hearing” (英語). New Scientist (2006年6月21日). 2025年1月10日閲覧。
63. ↑  Graham, William (2021年5月29日). “China launches Tianzhou 2, first cargo mission to new space station”. NASASpaceFlight. 2021年6月4日閲覧。
64. ↑  Jones, Andrew (2021年5月29日). “Tianzhou-2 docks with China's space station module”. SpaceNews. 2021年5月29日閲覧。
65. 1 2  Clark, Stephen (2021年6月17日). “Chinese astronauts enter Tiangong space station for first time”. Spaceflight Now. 2021年6月18日閲覧。
66. ↑  “【2021年9月待定】长征七号 • 天舟三号货运飞船 • LongMarch 7 Y4 • Tianzhou-3” (中国語). spaceflightfans.cn (2021年4月21日). 2021年4月25日閲覧。
67. 1 2  “Tianzhou-3 completes rendezvous, docking with China’s space station - Global Times”. www.globaltimes.cn. 2021年9月21日閲覧。
68. ↑  “关于神舟十三号发射观摩暨"少年宇航技师"训练营活动延期的通知”. www.csaspace.org.cn. 2022年1月16日閲覧。
69. ↑  “China expected to name woman for next space station crew”. www.scmp.com (2021年9月22日). 2022年1月16日閲覧。
70. ↑  “China’s Shenzhou 13 crew enters space station for 6-month stay”. www.scmp.com. 2021年10月16日閲覧。
71. ↑  “神舟十三号载人飞船撤离空间站组合体” (中国語). China Manned Space (2022年4月16日). 2022年4月16日閲覧。
72. ↑  China Spaceflight [@CNSpaceflight] (15 March 2022). “According to a travel agency, Long March 7 Y5 will launch Tianzhou 4 on MAY 10”. X（旧Twitter）より2022年3月16日閲覧.
73. ↑  China Spaceflight [@CNSpaceflight] (6 April 2022). “Shenzhou 14 to be launched by Long March 2F Y14 on June.05 2022”. X（旧Twitter）より2022年4月6日閲覧.
74. ↑  “【22年待定】长征五号乙遥三火箭 • 中国空间站实验舱——问天 • LongMarch-5B Y3” [[2022 TBD] Long March 5B Y3 rocket • Chinese Space Station Laboratory Module—Wentian] (中国語). spaceflightfans.cn (2021年4月21日). 2021年4月25日閲覧。
75. ↑  “问天实验舱与天和核心舱组合体在轨完成交会对接，历时约13小时”. www.guancha.cn. 2022年7月24日閲覧。
76. ↑  “【22年待定】长征五号乙遥四火箭 • 中国空间站实验舱——梦天 • LongMarch-5B Y4” [[2022 TBD] Long March 5B Y4 rocket • Chinese Space Station Laboratory Module—Mengtian] (中国語). spaceflightfans.cn (2021年4月21日). 2021年4月25日閲覧。
77. ↑  “飞行任务时间表出炉！_绍兴网”. www.shaoxing.com.cn. 2022年11月1日閲覧。